# Dream Theater
Dream Theater američki je progresivni metal sastav koji su 1985. godine pod imenom Majesty osnovali John Petrucci, John Myung i Mike Portnoy, studenti bostonske glazbene akademije Berklee College of Music.
U 30 godina svojeg je postojanja Dream Theater postao jedan od komercijalno najuspješnijih progresivnih metal sastava od uzdizanja progresivnog rocka sredinom 1970-ih, unatoč tome što su relativno nepoznati u glavnim krugovima rock glazbe. Dva najprodavanija albuma sastava su Images and Words (izdan 1992. godine), koji je dosegao zlatnu nakladu iako se našao tek na broju 61 Billboardove 200 top ljestvice i Awake (1994. godina) koji je dosegao broj 32 na Billboardu 200. Dream Theater je prodao preko dva milijuna albuma u SAD-u te više od 8 milijuna albuma u cijelome svijetu. Osim već navedenih, albumi Six Degrees of Inner Turbulence (2002. godina, broj 46) i Systematic Chaos (2007. godina, broj 19) također su dosegli visoku poziciju na Billboardovoj 200 ljestvici i pridonijeli većinom pozitivnim kritikama upućenim Dream Theateru. Deseti album sastava, Black Clouds & Silver Linings, izdan je 23. lipnja 2009. godine i u prvom tjednu nakon izdavanja doseže broj 6 Billboardove 200 ljestvice te tako postaje prvi album sastava koji se probio među 10 najprodavanijih albuma u SAD-u.
Sastav je poznat po tehničkoj izvrsnosti svojih instrumentalista, koji su primili mnoge nagrade od časopisa za podučavanje glazbe. Članovi Dream Theatera su surađivali s mnogim istaknutim glazbenicima. Gitarist John Petrucci je imenovan kao treći svirač u G3 turneji šest puta, više od bilo kojeg drugog pozvanog gitarista, slijedeći utabane staze gitarista kao što su Eric Johnson, Robert Fripp, i Yngwie Malmsteen. Mike Portnoy imenovan je za najboljeg bubnjara progresivnog rocka 12 godina zaredom (od 1995. do 2006. godine), a također je drugi najmlađi bubnjar (sa samo 37 godina) uvršten u kuću slavnih rock bubnjara.
Jedanaesti album sastava, A Dramatic Turn of Events, izdan je 13. rujna 2011. godine i u prvom tjednu nakon izdavanja doseže broj 8 Billboardove 200 ljestvice. To je, ujedno, i prvi album na kojemu svira novi bubnjar Mike Mangini nakon odlaska Mikea Portnoya.

## Povijest

### Formiranje sastava (1985. – 1988.)
Sastav je oformljen u rujnu 1985. godine kada su gitarist John Petrucci i basist John Myung odlučili popuniti slobodno vrijeme koje su imali između učenja i nastave na glazbenoj akademiji Berklee. Tamo su upoznali bubnjara Mikea Portnoya, kojega su slušali dok je vježbao u sobi za probe. Trojica su potom osnovali sastav Majesty. Ime sastava je odabrano tako što je Portnoy, dok su čekali u redu za ulaz na koncert Rusha, prokomentirao kako završetak pjesme "Bastille Day" zvuči veličanstveno (eng., Majestic). Kasnije im se pridružuju dva nova člana, klavijaturist Kevin Moore i pjevač Chris Collins. Kako bi se mogli u potpunosti posvetiti tek započetoj glazbenoj karijeri, Petrucci, Myung i Portnoy napustili su Berklee, a Kevin Moore je iz istih razloga napustio sveučilište SUNY Fredonia.
Sredinom 1986. godine sastav počinje svirati uživo u okolici New Yorka te su u razdoblju od pet mjeseci odradili 15 koncerata. Tada su izdali kolekciju demosnimki The Majesty Demos i već nakon pola godine prodano je svih tisuću početno izdanih primjeraka. U studenom iste godine Chris Collins napušta Majesty zbog nesuglasica s ostalim članovima sastava. Preostali članovi su se posvetili traženju novog pjevača te je nakon godinu dana traženja angažiran puno stariji i iskusniji vokalist Charlie Dominici.
Tijekom 1988. godine istoimeni je sastav iz Las Vegasa prijetio članovima sastava tužbom zbog kršenja prava na korištenje imena Majesty. Iz tog razloga sastav je bio prisiljen promijeniti naziv. Predlagalo se imena Glasser, Magus i M1,no nijedno od njih se nije prihvatilo. Ipak, sastav je djelovao pod imenom Glasser tjedan dana, no ljubitelji ovog sastava su slabo reagirali na ovu odluku. Najzad je Portnoyev otac predložio ime Dream Theater, po imenu filmske kuće u Montereyu.

### When Dream and Day Unite(1988. – 1989.)
Tri godine nakon oformljenja sastav počinje raditi na prvom studijskom albumu. Uz odrađivanje brojnih koncerata, članovi su se maksimalno angažirali u stvaranju glazbenog materijala za predstojeći debitantski album. Svojom su upornošću privukli izdavačku kuću Mechanical Records, s kojima su potpisali ugovor 23. lipnja 1988. Studijsko snimanje skladbi trajalo je deset dana, a cijeli je album završen za otprilike tri tjedna. Prvijenac When Dream and Day Unite izdan je 6. ožujka 1989. godine. Album je prošao gotovo nezapažen od strane heavy metal kritičara i obožavatelja. Manjak sredstava za organiziranje opsežne promotivne turneje natjerali su sastav da se ograniči na područje New Yorka te je održano svega pet koncerata. Nakon četvrtog koncerta, Charlie Dominici biva izbačen iz sastava zbog osobnih razmirica s ostalim članovima. Nedugo nakon toga Dominici je vraćen kako bi odradio peti i posljednji koncert Dream Theatera u sklopu promoviranja albuma When Dream and Day Unite.

### Images and Words(1990. – 1993.)
Nakon Dominicijeva odlaska prošle su još dvije godine prije nego što je sastav našao zamjenu za bivšeg pjevača. U to vrijeme vodili su pravnu bitku s Mechanical Records te su uspješno raskinuli sporni ugovor s izdavačima. Sastav je nastavio s audicijama za novog pjevača, a prijavilo se bilo više od dvjesto kandidata, no svi su bili odbijeni, uključujući i Johna Archa, prvog pjevača sastava Fates Warning. Sredinom 1990., na koncertu u New Yorku, za novog pjevača predstavljen je Steve Stone. Nakon što je za sastav otpjevao samo tri pjesme, Steve Stone je otpušten zbog vrlo lošeg i neadekvatnog nastupa. Prošlo je još pet mjeseci prije nego što je Dream Theater ponovno svirao uživo. Unatoč tome što je sastav tada surađivao s pjevačem Chrisom Cintronom, odlučili su odraditi instrumentalni koncert pod imenom YtseJam kako im se ne bi ponovila pogrješka koju su prethodno napravili s pjevačem Steveom Stoneom. Tijekom tog perioda sastav je napisao većinu materijala od onoga što će 1992. godine postati dio albuma Images and Words. Krajem 1991. godine na audiciju se prijavio pjevač kanadskog glam metal sastava Winter Rose, Kevin James LaBrie. Ubrzo nakon probe na kojoj je otpjevao tri pjesme, LaBrie je primljen kao novi pjevač Dream Theatera. LaBrie se službeno predstavio kao James LaBrie, izostavljajući ime Kevin, kako bi se izbjegla moguća pomutnja njega i klavijaturista Kevina Moorea. Sastav potom ugovara suradnju s Atco Records (sada pod imenom East West), podružnicom diskografske kuće Elektra Records, koji se obvezuju na snimanje i izdavanje sedam albuma sastava. Prije izdavanja albuma Images and Words sastav je odradio još četiri koncerta. Jedni od najpopularnijih heavy metal izvođača, sastav Iron Maiden, pozvali su Dream Theater da sviraju kao predgrupa prije njihovog nastupa 8. lipnja 1992. u New Yorku. Bio je to najvažniji nastup Dream Theatera do tada. Prethodno tom nastupu odradili su još tri koncerta kao zagrijavanje i kako bi istovremeno bili sigurni u odabir Jamesa LaBriea kao novog pjevača sastava.
7. srpnja 1992. godine izlazi Images and Words, drugi studijski album Dream Theatera (prvi s novim izdavačima Atco Records). Izdavači izdaju i singl "Another Day" zajedno s video spotom, no ni singl ni video nisu postigli značajan uspjeh. Međutim, pjesma "Pull Me Under" je postala radijski hit bez ikakve organizirane promocije od strane izdavača i sastava. Izdavačka kuća naredila je snimanje promotivnog videa za pjesmu "Pull Me Under" koji će ubrzo postići veliki uspjeh na MTV-u. Treći promotivni video snimljen je za pjesmu "Take the Time", no nije postignut značajan uspjeh. Izdano je i prvo uživo DVD video izdanje s koncerta u Tokiju – Images and Words: Live in Tokyo.
Vrlo učestala rotacija video spota pjesme "Pull Me Under" na MTV-u te brojne turneje po SAD-u i Japanu donijele su dosad najveći komercijalni uspjeh Dream Theateru. Images and Words nagrađen zlatnom nakladom je 1995. godine u SAD-u i 2006. godine u Nizozemskoj te dobio platinum record certifikat u Japanu. 1993. godine uslijedila je turneja po Europi, nakon čega je izdano prvo uživo izdanje Dream Theatera Live at the Marquee s koncerta u Londonu.

### Awake(1994.)
Nakon opsežne svjetske turneje sastav se povukao u svoj atelje kako bi se posvetili stvaranju novog albuma. Snimanje su počeli u ožujku 1994. godine. Album Awake već je bio snimljen kada je klavijaturist Kevin Moore odlučio napustiti sastav iz osobnih razloga. Moore je izjavio kako više nema volje za odrađivanjem konstantnih turneja, niti mu se dopada glazbeni pravac kojim je krenuo Dream Theater.
Švedski klavijaturist Jens Johansson (član sastava Yngwie Malmsteena i Stratovariusa) bio je među najzvučnijim imenima koji su se ponudili kao zamjena za Kevina Moorea, no članovi sastava imali su namjeru to mjesto popuniti klavijaturistom Jordanom Rudessom. Petrucci i Portnoy saznali su za Rudessa preko časopisa Keyboard Magazine gdje je u anketi čitatelja imenovan za najtalentiranijeg mladog klavijaturista. Njih dvojica pozvali su ga da s Dream Theaterom odsvira probni koncert u Los Angelesu. Koncert je završio u prilično dobrom raspoloženju. Članovi sastava, impresionirani Rudessom, ponudili su mu mjesto klavijaturista Dream Theatera, što je on na njihovu žalost odbio. Rudess je odlučio umjesto Dream Theatera, pridružiti se jazz sastavu Dixie Dregs. Razočarani, članovi benda privremeno su ponudili su to mjesto kolegi s akademije Berklee, Dereku Sherinianu. Prije Dream Theatera, Sherinian je surađivao s poznatim rock glazbenicima Alice Cooper i Kiss. Po završetku promotivne turneje za album Awake odlučili su uzeti Sheriniana za stalnog klavijaturista sastava.
Osim problema s izborom novog klavijaturista, sastav se prije turneje morao suočiti s još jednim većim problemom. Pjevač James LaBrie je 29. prosinca, tijekom zimskog odmora na Kubi, imao težak slučaj trovanja hranom i prilikom povraćanja oštetio je glasnice. LaBrie je prošao specijalistčke preglede kod tri laringologa, koji su mu preporučili kako bi najbolje bilo kada bi jedno vrijeme odmarao svoj glas. No, LaBrie je već 12. siječnja s oštećenim glasom nastupao na promotivnoj turneji u Japanu. LaBrie tvrdi kako je u narednih nekoliko godina njegov glas potpuno oslabio. Čak je planirao i odustati od glazbe, no ostali članovi Dream Theatera podupirali su ga da bude ustrajan te da ne odustane. Nakon albuma Six Degrees of Inner Turbulence LaBrie je izjavio kako je njegov glas u potpunosti oporavljen, što s vremenom, što s postupnim i strpljivim vježbanjem.
Treći studijski album Dream Theatera Awake izdan je 4. listopada 1994. godine te je poslije albuma Images and Words najprodavanije studijsko izdanje sastava.

### A Change of SeasonsiFalling into Infinity(1995. – 1998.)
1995. godine Dream Theater se našao pod pritiskom obožavatelja koji su zahtijevali od sastava izdavanje pjesme "A Change of Seasons". Pjesma je napisana 1989. godine i trebala je biti dio albuma Images and Words, ali zbog predugog trajanja nije našla svoje mjesto na albumu. Dream Theater je pjesmu "A Change of Seasons" do 1995. godine izvodio uživo, ali pjesma nikada nije bila snimljena u studiju. Peticija obožavatelja bila je uspješna i sastav se ponovno pozabavio snimanjem. Novopridošlica Derek Sherinian mnogo je pridonijeo novoj 23-minutnoj verziji. EP A Change of Seasons izdan je u svibnju 1995. godine. Nakon tri promotivna koncerta u Japanu, članovi sastava uzeli su nekoliko mjeseci predaha od snimanja i turneja. Ipak, kako ne bi previše zapustili obožavatelje, sastav je izdao posebno božično CD izdanje s još neobjavljenim pjesmama koje je sastav izvodio uživo.
U međuvremenu se u izdavačkoj kući East West događaju promjene. Glavni suradnik Dream Theatera biva otpušten iz EastWest-a te je kompanija uspostavila novi tim osoblja za suradnju s Dream Theaterom. Izdavači su ovoga puta vršili pritisak na Dream Theater kako bi njihov novi album bio dostupniji u popularnijim glazbenim krugovima. Tvrtka je zaposlila producenta Desmonda Childea kako bi surađivao s Petruccijem na prepravljanju skladbe "You Or Me". Nova i obrađena verzija pjesme zvala se "You Not Me". Child je također dosta utjecao na prilagodbu koja se očekivala na novom albumu te su izvedbe bile s puno manje utjecaja progresivnog žanra. Tu se najviše ističu pjesme "Hollow Years" i već spomenuta "You Not Me". Dream Theater je snimio gotovo dva CD-a glazbenog materijala, uključujući i nastavak pjesme "Metropolis Pt. 1: The Miracle and the Sleeper" u trajanju od 20 minuta, ali su izdavači smatrali kako 140-minutni album ne bi bio dobro prihvaćen od strane slušatelja. Kasnije je sastav putem vlastite izdavačke kuće izdao demoizdanje The Falling into Infinity Demos s neiskorištenim pjesmama s predstojećeg albuma.
23. rujna 1997. godine izdan četvrti studijski album Dream Theatera Falling into Infinity. Album je doživio veliki neuspjeh i kod obožavatelja i kod kritičara. Sam je Portnoy priznao kako je u razočarenju od totalnog promašaja s novim albumom razmišljao u potpunosti prekinuti rad Dream Theatera. Tijekom europskog dijela promotivne turneje Falling Into Infinity world tour, dva su nastupa snimljena za uživo izdanje Once in a LIVEtime, jedan u Francuskoj i jedan u Nizozemskoj. Album je izdan 27. listopada 1998. godine, u otprilike isto vrijeme kad i DVD video uradak 5 Years in a LIVEtime.

### Scenes from a MemoryiMetropolis 2000(1999. – 2001.)
1997. godine izdavačka kuća Magna Carta Records stupa u kontakt s Portnoyem i predlaže mu ideju o osnivanju progresivne supergrupe, koja će postati tek prva od brojnih projekata članova sastava. Portnoy prihvaća taj novi projekt te mu se ubrzo pridružuju bas-gitarist Tony Levin i klavijaturist Jordan Rudess koji je prekinuo rad s jazz sastavom Dixie Dregs. Portnoyev prvi izbor za gitarista bio je Dimebag Darrell koji je odbio njegov poziv zbog prezauzetosti trenutačnim angažmanima. Druga dva Portnoyeva izbora, gitaristi Steve Morse (Dixie Dregs, Kansas, Deep Purple) i Jim Matheos (Fates Warning), također nisu bili u mogućnosti posvetiti se dodatnom angažmanu. Iako je Portnoy htio da projekt ostane odvojen od ostalih članova Dream Theatera, primoran manjkom opcija, zamolio je Johna Petruccija da popuni preostalo mjesto gitarista. Petrucci prihvaća Portnoyev poziv te oformljeni sastav dobiva ime Liquid Tension Experiment. Sastav će također poslužiti Petrucciju i Portnoyju kao veza preko koje će nastojati pridobiti usluge Jordana Rudessa za Dream Theater.
1999. godine Petrucci i Portnoy uspjevaju nagovoriti Jordana Rudessa da se pridruži Dream Theateru. Rudess je tako postao treći klavijaturist Dream Theater, zamijenivši Dereka Sheriniana. Istovremeno je Mike Poartnoy uputio ultimatum izdavačkoj kući East West u namjeri da Dream Theater dobije potpunu kreativnu slobodu pri stvaranju glazbenog materijala. Ultimatum je bio uspješan te su članovi napokon bili u mogućnosti potpuno se posvetiti stvaranju novog, petog studijskog albuma. Odlučili su iskoristiti neobjavljeni materijal 20-minutnog nastavka pjesme "Metropolis Pt. 1: The Miracle and the Sleeper" u pravljenju konceptualnog albuma. Kako bi smanjili pritisak obožavatelja, Dream Theater počinje snimati novi album u potpunoj tajnosti. Ipak, protiv želja članova sastava, prijevremeno su procurile informacije o točnom datumu izdavanja albuma i popis pjesama.
Album Metropolis Pt. 2: Scenes from a Memory izdan je 26. listopada 1999. godine. Iako je album bio rangiran tek na broju 73 Billboardove 200 ljestvice, među obožavateljima i kritičarima se smatra remek–djelom Dream Theatera. Usljedila je dotada najveća promotivna turneja Dream Theatera koja je trajala gotovo godinu dana. Koncerti su bili odraz kazališne estetike albuma. Na svakom je koncertu sastav izveo cijeli Scenes From a Memory od početka do kraja, s video zaslonom u pozdaini koji bi prisutnima na koncertu, usporedno s glazbenom izvedbom, pripovijedao priču albuma Scenes from a Memory.
21. travnja 2001. godine izdano je DVD izdanje koncerta u kazališnoj dvorani Roseland Ballroom u New Yorku, Metropolis 2000. 11. rujna iste godine Dream Theater izdaje i trostruko CD izdanje Live Scenes from New York sa svim pjesmama izvedenim na spomenutom koncertu u New Yorku. Zbog omota albuma koji je prikazivao jabuku u trnju, s dijelom New Yorka, uključujući i nebodere svjetskog trgovačkog centra na njenom vrhu u vatri (na nesretnu slučajnost istog dana srušeni su blizanci svjetskog trgovačkog centra), album je povučen iz prodaje te je ponovno izdan nakon promjene grafičkog dizajna.

### Six Degrees of Inner Turbulence(2002.)
Prošlo je četiri godine otkako se sastav borio s izdavačima East West kako bi dobio pravo na izdavanje dvostrukog CD albuma. Tu su priliku napokon i ostvarili nakon što su im izdavači dali odriješite ruke pri stvaranju glazbenog materijala. 29. siječnja 2002. godine Dream Theater izdaje svoj šesti studijski album Six Degrees of Inner Turbulence. Simbolično album se sastoji od šest pjesama podijeljenih na dva CD izdanja. Prvi CD sastoji se od 5 pjesama prosječne dužine od 7 do 13 minuta, dok se kompletni drugi CD sastoji od jedne pjesme "Six Degrees of Inner Turbulence" podijeljene na osam dijelova. To je ujedno i najduža izvedba Dream Theatera do sada, s trajanjem od 42 minute i 4 sekunde. Album je vrlo dobro prihvaćen od strane publike i kritičara te je bio broj 1 ljestvice Billboard Internet charts i broj 46 Billboardove 200 ljestvice. Kroz narednih 18 mjeseci Dream Theater je ponovno odrađivao opširnu promotivnu turneju po cijelom svijetu. Na nekoliko koncerata u potpunosti su odsvirani albumi heavy metal sastava Metallice, Master of Puppets i Iron Maidena, The Number of the Beast.

### Train of ThoughtiLive at Budokan(2003. – 2004.)
Tijekom 2003. godine Dream Theater počinje sa snimanjem sedmog studijskog albuma. Članovi sastava odlučili su se za drugačiji pristup od onoga pri snimanju albuma Scenes from a Memory koji je istovremeno skladan i sniman u studiju. Članovi sastava odlučili se se povući iz javnosti na tri tjedna kako bi se usredotočili na stvaranje glazbenog materijala. Nedugo kasnije bili su primorani prekinuti sa snimanjem kako bi se pridružili američkim progresivnim metal sastavima Queensrÿche i Fates Warning na njihovoj sjeverno-američkoj turneji.
Po završetku turneje članovi sastava vraćaju se u studio kako bi dovršili snimanje njihovog sedmog albuma, Train of Thought. Poseban utjecaj na glazbeni materijal pripremljen za novi album imale su turneje iz 2002. godine kada je sastav na nekoliko koncerata odsvirao pjesme Iron Maidena i Metallice. Rezultat je bio puno moderniji i žešči zvuk progresivnog metala. Train of Thought izdan je 11. studenog 2003. godine. Simbolično, sedmi studijski album ima sedam pjesama te je melodija s početka albuma u pjesmi "As I Am" ista ona s kojom je završen album Six Degrees of Inner Turbulence. Album je dočekan s pozitivnim kritikama, iako su mnogi obožavatelji ranijih albuma Dream Theatera tvrdili kako je Train of Thought Dream Theaterova nu metal prilagodba mlađoj publici, navodeći za primjer rap vokale u pjesmama "This Dying Soul" i "Honor Thy Father". Unatoč tim tvrdnjama album je bio komercijalni uspjeh te je Dream Theater s novim žeščim zvukom pridobio mnoštvo novih obožavatelja.
Sastav je potom odradio skromnu sjeverno-američku turneju s progresivnim rock sastavom Yes kojeg članovi Dream Theatera navode kao jedne od brojnih izvođača koji su najviše utjecali na glazbu i zvuk Dream Theatera. Nakon toga uslijedila je promotivna turneja albuma Train of Thought koja je trajala osam mjeseci. Dream Theater izdaje još jedno uživo izdanje, snimljeno na koncertu u poznatoj tokijskoj areni Nippon Budokan Hall. Četvrto po redu uživo izdanje, Live at Budokan, izdano je 5. listopada 2004. godine.

### OctavariumiScore(2005. – 2006.)
Po završetku turneje za Train of Thought Dream Theater se još jednom posvetio stvaranju novog albuma. Osmi studijski album Dream Theatera Octavarium izdan je 7. lipnja 2005. godine. Album Octavarium, kao i prijašnja dva albuma, ima simboliku u broju pjesama kojih je osam, a i sam naziv je simbolika osmog studijskog albuma (lat. octô = osam). Među osam izdanih pjesama bio je i nastavak na Portnoyevu suitu "Alcoholics Anonymous" ("The Root of All Evil"). Octavarium je bio dobro prihvaćen od strane obožavatelja i kritičara te je ujedno bio i posljednji album koji je Dream Theater snimio s izdavačima Elektra Records. Brzo nakon izdavanja Octavariuma Dream Theater je počeo s brojnim turnejama u sklopu promoviranja dvadesete obljetnice osnivanja sastava. Završni koncert povodom dvadesete obljetnice održan je 1. travnja 2006. godine u New Yorku. Uz Dream Theater na koncertu je nastupao i simfonijski orkestar The Octavarium Orchestra. Koncert je snimljen te je CD i DVD izdanje pod imenom Score izdano 29. kolovoza 2006. godine.

### Systematic ChaosiGreatest Hit(2007. – 2008.)
Dream Theaterov deveti studijski album Systematic Chaos izdan je 5. lipnja 2007. godine te je ubrzo popraćen promotivnom turnejom Chaos in Motion. Nova izdavačka kuća Dream Theatera, Roadrunner Records, intenzivno je radila na promociji albuma te je kao rezultat toga Systematic Chaos dosegao do broja 19 na Billboardu 200. Snimljeni su i video spotovi za singlove "Forsaken" i "Constant Motion".
U sklopu promotivne turneje Chaos in Motion sastav je 7. lipnja 2007. godine posjetio i Hrvatsku. U maloj dvorani Doma sportova okupilo se tri tisuće obožavatelja te je uz Dream Theater kao predgrupa nastupio progresivni metal sastav Dominici, glazbeni projekt bivšeg pjevača Dream Theatera, Charlieja Dominicia.
Dream Theater također izdaje i dvostruki kompilacijski album Greatest Hit (...and 21 Other Pretty Cool Songs). Pod Greatest Hit šaljivo se misli na pjesmu "Pull Me Under" koja je postigla najveći komercijalni uspjeh od svih singlova Dream Theatera. Osim toga sastav izdaje još jedno CD i DVD izdanje, Chaos in Motion 2007–2008, koje je kompilacija pjesama s različitih koncerata tijekom promotivne turneje za album Systematic Chaos.
Bubnjar Mike Portnoy također je 2008. godine pokrenuo godišnju turneju Progressive Nation koja se iste godine počela održavati od 2. svibnja. S Dream Theaterom na ovoj progresivnoj metal turneji sudjelovali su sastavi Opeth, Between the Burried and Me i 3.

### Black Clouds & Silver Linings(2009.)
2. lipnja 2008. godine Mike Portnoy je najavio da će sastav početi sa snimanjem novog albuma. 7. listopada iste godine sastav počinje sa snimanjem desetog po redu studijskog izdanja. Potom je sastav 13. ožujka najavio točan datum izdavanja desetog po redu albuma Black Clouds & Silver Linings, koje je potom i izdan 23. lipnja 2009. godine. Već u prvom tjednu prodano je više od 40.285 primjeraka, što je bilo dovoljno da album dosegne broj 6 Billboardove 200 ljestvice. Uslijedila je velika turneja pod nazivom Dream Theater 2009 World Tour čiji je europski dio započeo 6. lipnja u Finskoj, a završio 31. listopada s nastupom u Ljubljani. Mjesec dana po završetku europskog dijela turneje, Dream Theater je, zajedno sa švedskim sastavom Pain of Salvation, odradio kratku turneju početkom prosinca u Australiji i Novom Zelandu.
15. rujna 2009. sastav izdaje singl i EP izdanje pjesme "Wither", zajedno s glazbenim videom za drugi po redu izdani singl s albuma Black Clouds & Silver Linings. Prethodno je, kao promotivni singl, izdan glazbeni video za pjesmu "A Rite of Passage". Izdavač Roadrunner Records bio je maksimalno angažiran u promoviranju novog albuma, pa su tako 5. svibnja, šest tjedana prije izdavanja novog albuma, obožavatelji mogli besplatno poslušati singl "A Rite of Passage" tijekom 24–satnog razdoblja.
12. studenog bubnjar Mike Portnoy je najavio kako će se sastav netom nakon Nove Godine ponovno posvetiti snimanju. Riječ je o instrumentalnoj skladbi koju će sastav snimiti za nadolazeću PS3 videoigru God of War III. To će ujedno biti i prvi puta da je sastav neku skladbu napisao ekskluzivno za vanjski projekt.

## Zaštitni znak
Iako je morao promijeniti ime, sastav nije promijenio logotip (poznat i kao Majesty symbol) koji se nalazi na većini glazbenih i promotivnih izdanja počevši od albuma When Dream and Day Unite. Logotip je osmislio pjevač Charlie Dominici, posluživši se oznakom Marije I., kraljice Škotske kao inspiracijom. Kao što je Dominici objasnio, logotip nema posebno značenje, nego je jednostavno htio napraviti oznaku sa slovom "M" što bi simboliziralo tadašnje ime sastava, Majesty. Oznaka je zapravo spoj tri slova iz grčkog alfabeta: Fi, Mi i Lambda.

## Nastupi uživo
Dream Theater je poznat po detaljno dorađenim nastupima, a najbolji dokaz tomu je raznovrsnost odsviranih skladbi na različitim koncertima. Bubnjar sastava Mike Portnoy sâm organizira program svakoga nastupa te nastoji da popis pjesama između više koncerata bude što različitiji iz razloga što većina obožavatelja sastava posjećuje nekoliko nastupa tijekom turneje. U slučaju da sastav tijekom iste turneje dva puta nastupa u istome gradu, tada u popis pjesama Portnoy stavlja skladbe koje nisu koristili u prošlom posjetu. Sastav je također poznat po izuzetno dugačkim nastupima koji znaju trajati i preko tri sata.
Neki od najpoznatijih heavy metal i rock izvođača nastupali su na turnejama zajedno s Dream Theaterom, među njima i Iron Maiden, Deep Purple, Emerson, Lake & Palmer, Joe Satriani, Queensrÿche, In Flames i Megadeth.
Nastupi Dream Theatera često su puni improvizacije svih članova sastava. Inspiracija bi dolazila iz svih glazbenih žanrova, a ponekad bi se Rudess i Petrucci koristili i dijelovima skladbi iz njihovih drugih angažmana (ponajviše Liquid Tension Experimenta). Najbolji primjer su solo izvedbe Petruccija na uživo izdanjima Once in a LIVEtime i Live Scenes from New York gdje je većinom koristio melodije iz pjesama "Paradigm Shift" i "Acid Rain" s albuma Liquid Tension Experiment istoimenog sastava, a također je odsvirao i skladbu "Bumbarov let" ruskog glazbenika Rimskog-Korsakova. Na koncertu u Tel Avivu u Izraelu sastav je odsvirao tradicionalnu židovsku pjesmu Hava-Nagilla prilikom izvođenja pjesme "Metropolis Pt. 1". Sastav bi ponekad pripremio neočekivanja iznenađenja, a najbolji primjer za to je sastav Nightmare Cinema. Naime, dok je Sherinian bio klavijaturist Dream Theatera, članovi sastava bi se prilikom nastupa zamijenili za instrumente (osim LaBriea koji bi i dalje ostao pjevač) te odsvirali skladbu "Perfect Strangers" sastava Deep Purple. Jednom su prilikom svirali i skladbu "Suicide Solution" pjevača Ozzyja Osbournea. 2. kolovoza 2005. godine tijekom koncerta u Dallasu sastav je svirao pjesmu "Cemetery Gates" u čast preminulog gitarista thrash metal sastava Pantera, Dimebaga Darrella. Kao nenajavljeni gosti u izvođenju pjesme još su sudjelovali i pjevači Russell Allen (Symphony X) i Burton C. Bell (Fear Factory) te gitarist Dave Mustaine (Megadeth, Metallica). Najveći koncert Dream Theater je odsvirao (kao jedini izvođač) u glavnom gradu Čilea, Santiagu, 6. prosinca 2005. godine, kada su nastupili pred više od 20 tisuća ljudi.

## Progressive Nation
Sastav je 7. veljače 2008. godine najavio Progressive Nation turneju na kojoj su kao gostujući izvođači nastupili velikani progresivnog žanra, sastavi Opeth, Between the Buried and Me i 3. Mike Portnoy je izjavio kako mu je već duže vrijeme bila velika želja napraviti turneju s isključivo progresivnim metal i rock sastavima. Turneja je započela krajem travnja u glavnom gradu Meksika, a nastavila se diljem SAD-a te završila s nastupom u Portoriku, održanom 4. lipnja 2008. Sastav je objavio kako će turneju organizirati svake godine te da 2009. godine planiraju obuhvatiti i Europu.
13. veljače 2009. na službenim stranicama sastava najavljeno je novo izdanje Progressive Nation turneje. Kao gostujući izvođači za sjeverno-američku tureju najavljeni su sastavi Pain of Salvation, Beardfish i Zappa Plays Zappa. 26. ožujka najavljeno je i europsko izdanje turneje koje će trajati od rujna do studenog 2009. godine. Uz Dream Theater, najavljeni sastavi bili su Opeth, Bigelf i Unexpect. 22. lipnja na službenim stranicama sastava objavljeno je kako sastavi Pain of Salvation i Beardfish nisu u mogućnosti nastupiti na turneji. Diskografska kuća Inside Out koja financira oba sastava najavila je povlačenje sastava s turenje zbog bankrota njihovih distributora SPV-a. Unatoč pokušajima sa svih strana da se sastavima omogući nastup na turneju, Pain of Salvation i Beardfish morali su odustati. Mike Portnoy odlučio je kao zamjene pozvati sastave Bigelf i Scale the Summit. Sastav Bigelf već se ranije pridružio sastavu u europskom dijelu turneje. Progressive Nation 2009 turneja službeno je započela 24. srpnja u Miamiju, a 26 i posljednji nastup odrađen je 29. kolovoza u Los Angelesu. 23. rujna započeo je i europski dio turneje. Prvi obilazak turneje bio je Helsinki, nakon čega je sastav nastavio s koncertima u skandinavskom dijelu Europe. Nakon toga sastav je krenuo južnije te prvo odradio koncerte u Njemačkoj i Poljskoj. Kasnije su još posjećene Francuska, Nizozemska, Velika Britanija, Belgija, Španjolska, Portugal, Italija i Slovenija.

## Bootleg izdanja
Dream Theater je izdao 20 službenih bootleg izdanja kroz diskografsku kuću YtseJam Records. Radi se o demosnimkama, neobjavljenim snimljenim nastupima i brojnim posvetama rock izvođačima. Prvo bootleg izdanje bile su demosnimke sastava Majesty izdane pod nazivom The Majesty Demos 1985-1986. Među bootleg izdanjima nalaze se i demouradci gotovo svakog Dream Theaterovog albuma. Od uživo izdanja valja izdvojiti bootleg When Dream and Day Reunite s koncerta povodom 15. obljetnice od izdavanja albuma When Dream and Day Unite. Od posveta, sastav je izdao bootleg albume Master of Puppets, The Number of the Beast, The Dark Side of the Moon i Made in Japan.

## Članovi sastava

### Trenutna postava
- James LaBrie – vokali, udaraljke (od 1991.)
- John Myung – bas-gitara (od 1985.)
- John Petrucci – gitara, prateći vokali (od 1985.)
- Jordan Rudess – klavijature (od 1999.)
- Mike Portnoy – bubnjevi, udaraljke, prateći vokali (1985. – 2010. te od 2023.)

### Bivši članovi
- Mike Portnoy – bubnjevi, udaraljke, prateći vokali (1985. – 2010.)
- Chris Collins – vokali (1985.–1986.)
- Charlie Dominici – vokali (1986.–1989.)
- Steve Stone – vokali (1990.)
- Chris Cintron – vokali (1990.)
- Kevin Moore – klavijature (1985.–1994.)
- Derek Sherinian – klavijature, prateći vokali (1994.–1999.)
- Mike Mangini – bubnjevi (od 2010.–2023.)

## Diskografija
- When Dream and Day Unite (1989.)
- Images and Words (1992.)
- Awake (1994.)
- A Change of Seasons (1995.)
- Falling into Infinity (1997.)
- Metropolis Pt. 2: Scenes from a Memory (1999.)
- Six Degrees of Inner Turbulence (2002.)
- Train of Thought (2003.)
- Octavarium (2005.)
- Systematic Chaos (2007.)
- Black Clouds & Silver Linings (2009.)
- A Dramatic Turn of Events (2011.)
- Dream Theater (2013.)
- The Astonishing (2016.)
- Distance over Time (2019.)
- A View from the Top of the World (2021.)
- Parasomnia (2025.)

## Nagrade i priznanja

#### Certifikati
SAD – zlatna naklada
1. Images and Words – 2. veljače 1995.
2. Metropolis 2000: Scenes from New York – 8. studenog 2002.

SAD – platinasta naklada
1. Live at Budokan – 26. siječnja 2006.
2. Live in Tokyo/5 Years in a LIVEtime – 22. ožujka 2006.
3. Score – 11. listopada 2006.

Argentina – platinasta naklada
1. Metropolis 2000: Scenes from New York
2. Live at Budokan
3. Live in Tokyo/5 Years in a LIVEtime
4. Score

Nizozemska – zlatna naklada
1. Images and Words

#### Priznanja
1. Album Scenes from a Memory proglašen je 95. najboljim gitarističkim albumom svih vremena u časopisu Guitar World.[54]

## Vanjske poveznice

### Službene stranice
- Dream Theater - službene stranice (engl.)
- MySpace stranica (engl.)

### Novosti
- Dream Theater - systematic faq  Arhivirana inačica izvorne stranice od 19. travnja 2010. (Wayback Machine) (engl.)
- Mike Portnoy - službene stranice  Arhivirana inačica izvorne stranice od 9. veljače 2010. (Wayback Machine) (engl.)

### Stranice obožavatelja
- Voices UK (engl.)
- The Mirror  Arhivirana inačica izvorne stranice od 17. prosinca 2008. (Wayback Machine) (njem.)
- Italian Dreamers (tal.)
- Dream Theater Croatia[neaktivna poveznica]